# 木邨将太
木邨 将太（きむら しょうた、1984年11月11日 - ）は、青森朝日放送(ABA)のアナウンサー。千葉県千葉市出身。血液型はA型。

## 経歴
日本大学芸術学部放送学科卒業。卒業後は地元の銀行に勤める。2009年3月青森朝日放送に中途入社。
2016年には「夢はここから生放送 ハッピィ 祝!北海道新幹線開業90分SP」中継 で、第15回ANNアナウンサー賞大賞を受賞した。

## 人物
鉄道ファンであることを公言しており、ABAのブログにおいても度々鉄道に関する記事を更新している。女性セブン2014年7月31日号・8月7日号にて「青森の美男アナ」として紹介された。

## 担当番組
- スーパーJチャンネルABA
- ABAニュース
- 夢はここから生放送 ハッピィ
- ニジドキ!
- 青森市民の広場